# Michael Artin
Michael Artin (n. 28 iunie 1934 la Hamburg) este un matematician american și profesor emerit la Massachusetts Institute of Technology.
Este cunoscut pentru contribuțiile semnificative în domeniul geometriei algebrice, fiind considerat o personalitate de prim rang în acest domeniu.
S-a născut în Germania și a fost educat în statul Indiana.
A studiat la universitățile Princeton și Harvard și a parcurs o specializare la Institut des Hautes Études Scientifiques din Franța.
În 2002 a obținut Premiul Steele din partea American Mathematical Society, iar în 2013 „Premiul Wolf pentru Matematică”.
1. 1 2 3 4  Michael Artin (în engleză), MacTutor History of Mathematics archive
2. 1 2 3 4 5 6 7 8 9 10 11 12 13 14  MacTutor History of Mathematics archive
3. ↑  Czech National Authority Database, accesat în 1 martie 2022
4. ↑  Autoritatea BnF, accesat în 10 octombrie 2015
5. ↑  CONOR.SI[*] Verificați valoarea |titlelink= (ajutor)
6. 1 2 3  Czech National Authority Database, accesat în 7 noiembrie 2022
7. 1 2 3 4 5 6 7 8 9 10 11  Genealogia matematicienilor
8. ↑   https://www.siam.org/prizes-recognition/fellows-program/all-siam-fellows, accesat în 17 iulie 2021 Lipsește sau este vid: |title= (ajutor)
9. 1 2   http://www.ams.org/news?news_id=1680, accesat în 24 noiembrie 2022 Lipsește sau este vid: |title= (ajutor)
10. 1 2   http://www.ams.org/fellows_by_year.cgi?year=2013, accesat în 24 noiembrie 2022 Lipsește sau este vid: |title= (ajutor)
11. ↑  Genealogia matematicienilor, accesat în 8 august 2016
12. ↑   https://www.siam.org/prizes-recognition/fellows-program/all-siam-fellows?page=1, accesat în 17 iulie 2021 Lipsește sau este vid: |title= (ajutor)
13. ↑   https://www.ams.org/prizes-awards/pabrowse.cgi?parent_id=25 Lipsește sau este vid: |title= (ajutor)